# Schloss Osterstein (Zwickau)

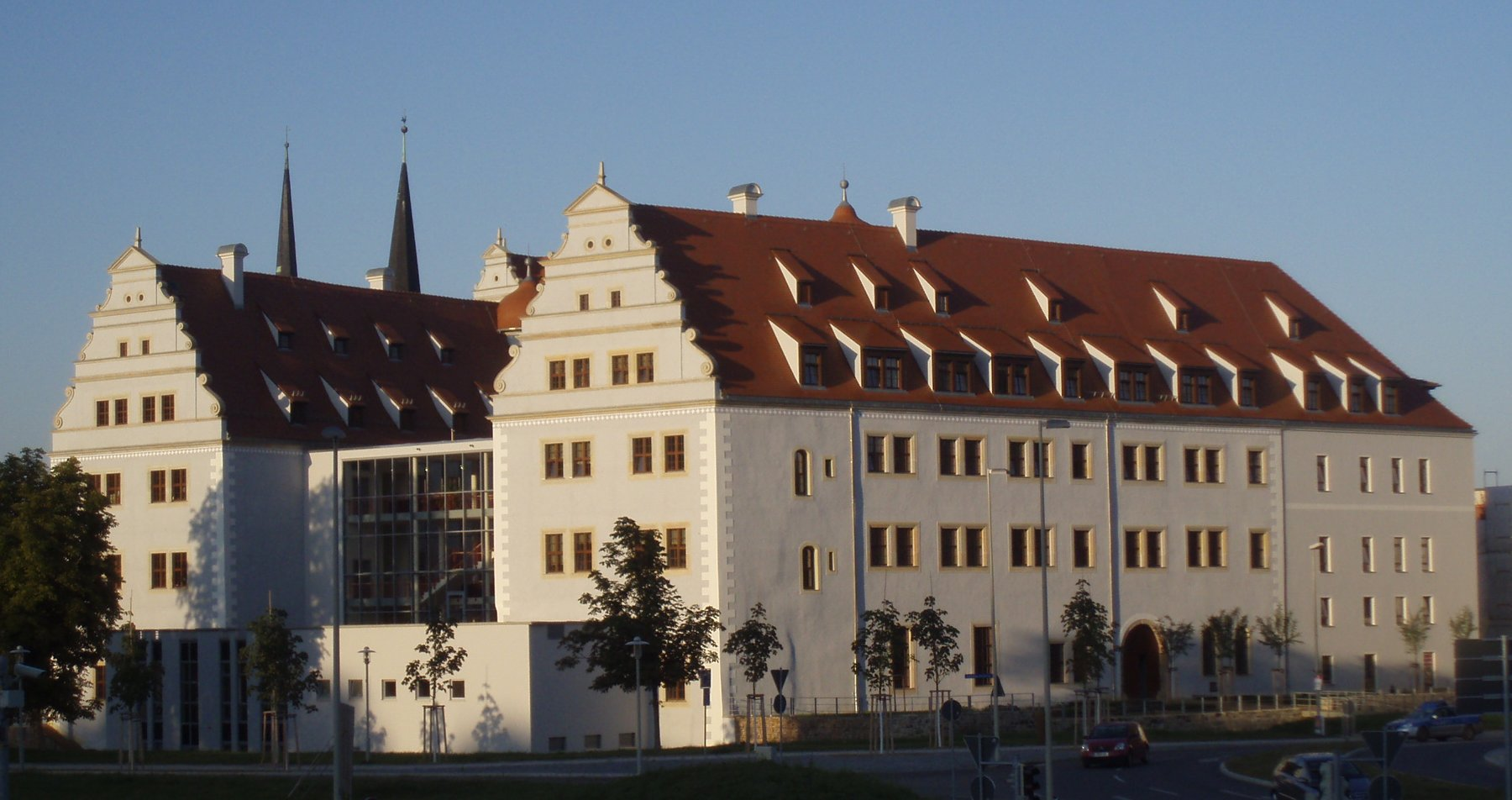
Das Schloss nach der Restaurierung (2009)

Das Schloss Osterstein ist das ehemalige kurfürstliche Stadt- und Residenzschloss der Wettiner in Zwickau, Sachsen.

## Lage

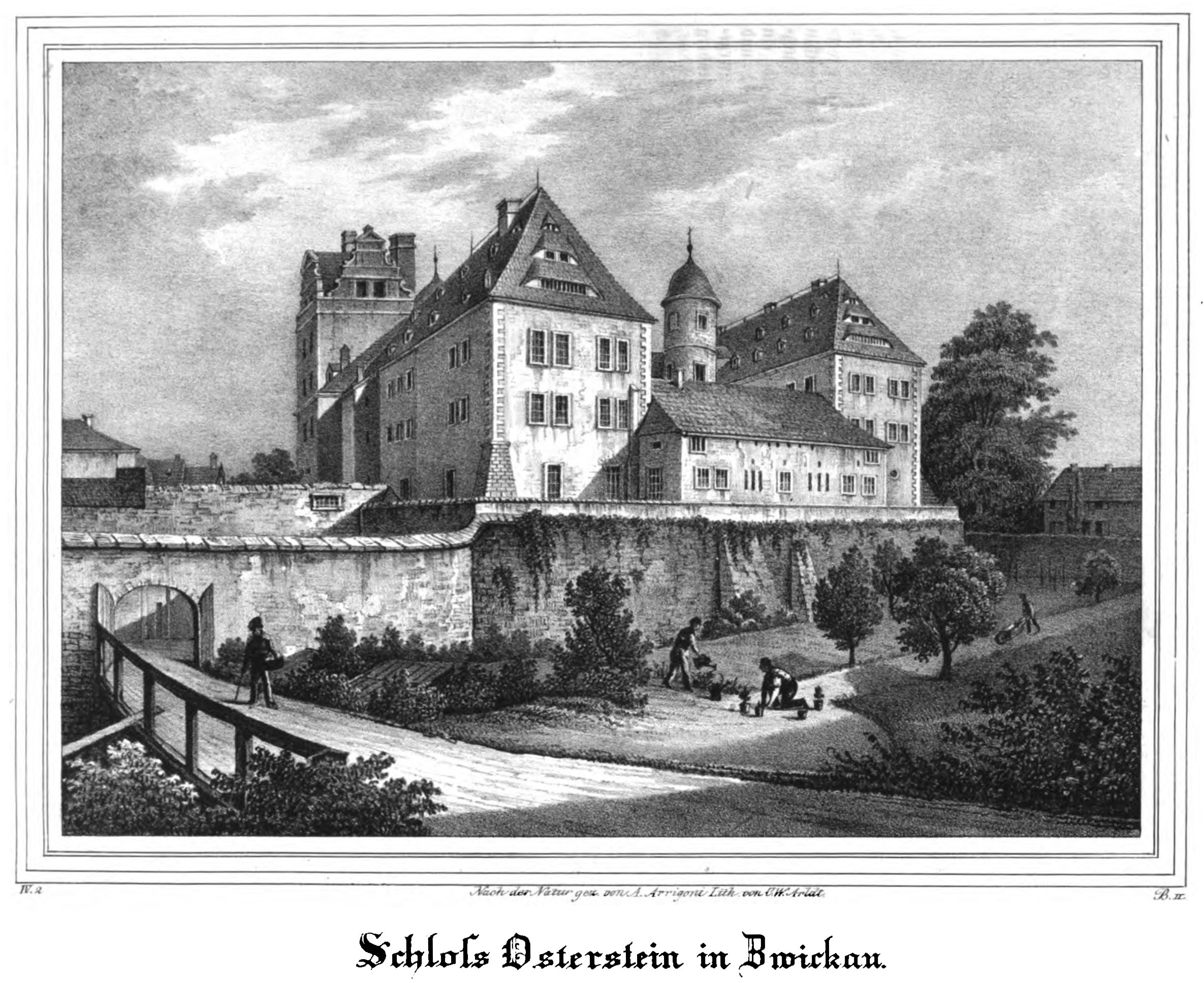
Schloss Osterstein, Lithografie von Carl Wilhelm Arldt nach einer Zeichnung von Anton Arrigoni, 1839

Die ehemalige Niederungsburg lag in ihrer Funktion als Stadtburg im nordöstlichen Bereich der Altstadt von Zwickau nur wenige Dutzend Meter von der Zwickauer Mulde entfernt. Ein ausgeprägter Burggraben und hohe Mauern, die noch bis ins 19. Jahrhundert vorhanden waren, lassen die Vermutung zu, dass die Burg ursprünglich als Wasserburg angelegt war.

## Geschichte

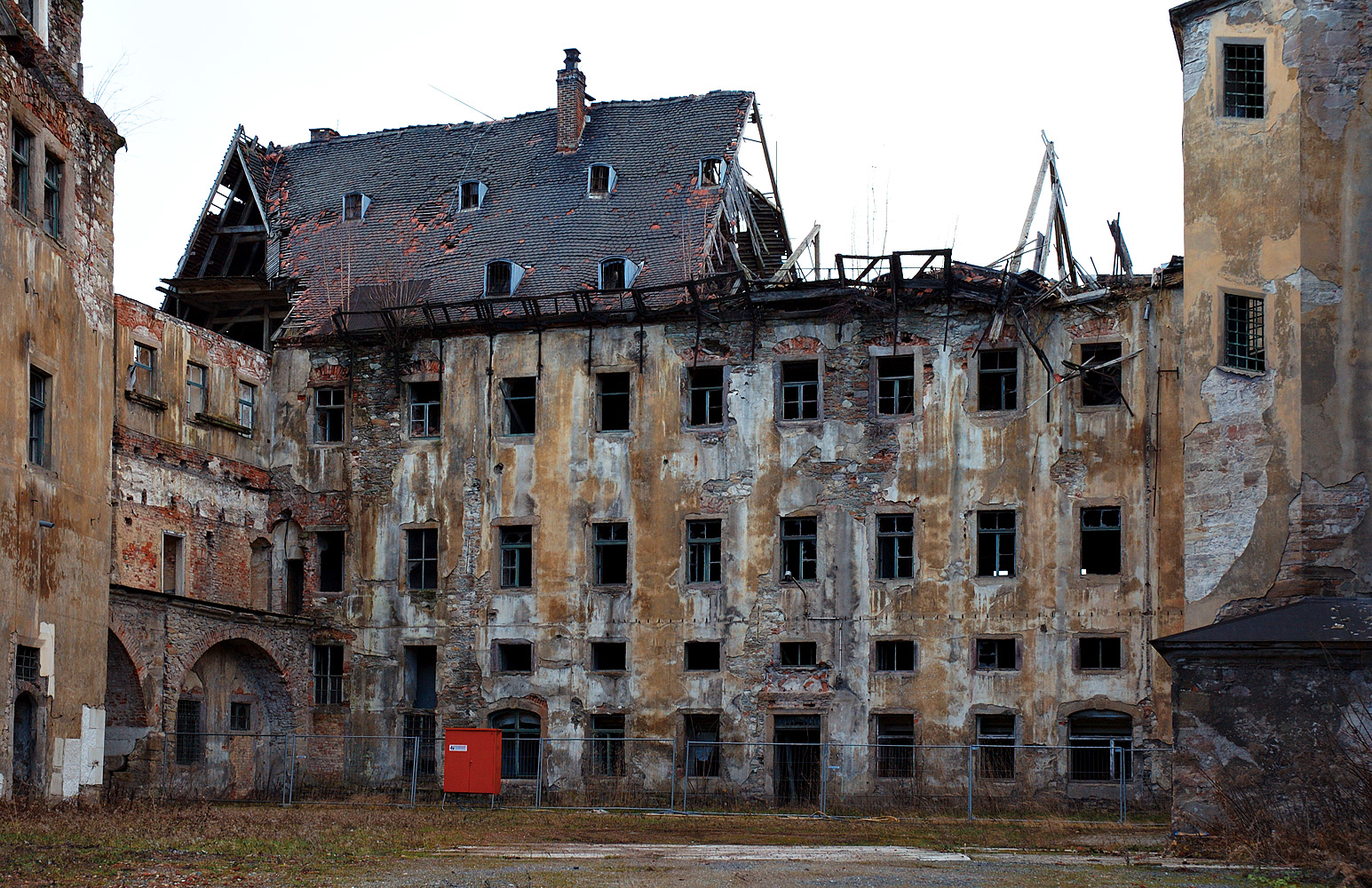
Das Schloss als Ruine (2005)

Der Bau einer ersten befestigten kleineren Anlage wird ins Ende des 12. bzw. zu Beginn des 13. Jahrhunderts gelegt. Dass die Burg 1292 erstmals als Castrum Czwickaw urkundlich genannt worden sei, wird von Norbert Oelsner und Daniel Jakob quellenkritisch als fragwürdig angesehen. Die Burg wurde im 13. und 14. Jahrhundert zur markgräflichen Burg ausgebaut.
Beim verheerenden Stadtbrand 1403 wurde auch die Burg stark beschädigt, 1404 bis 1407 abgerissen und unter Markgraf Wilhelm I. von Meißen als besser befestigte Anlage wiedererrichtet. In der Regierungszeit Johann des Beständigen (1525–1532) wurde die seit 1493 stillgelegte Münzstätte Zwickau vorübergehend im Stadtschloss eingerichtet und zwischen 1530 und 1533 weiter betrieben. Johann nutzte die Burganlage von 1517 bis 1518 als herzögliche Ausweichresidenz, da in Weimar zu dieser Zeit die Pest herrschte.
In Zwickau, als ein frühes Zentrum der Reformation bekannt, soll Martin Luther 1522 hier im Schloss gepredigt haben. Bis zum Ende des 16. Jahrhunderts war der Name Schloss Weißenstein in Verwendung.
Unter Kurfürst Christian I. wurde die Schlossanlage nach Plänen des Landbaumeisters Hans Irmisch vom Dezember 1586 in den Jahren 1587 bis 1590 zu einem prächtigen Renaissanceschloss umgebaut. Mit dem Umbau zum Renaissanceschloss wurde der Name Osterstein gebräuchlich. Nur 40 Jahre später, wird das Schloss in Folge des Dreißigjährigen Krieges 1632 so stark verwüstet, dass es für 30 Jahre unbewohnt bleibt.

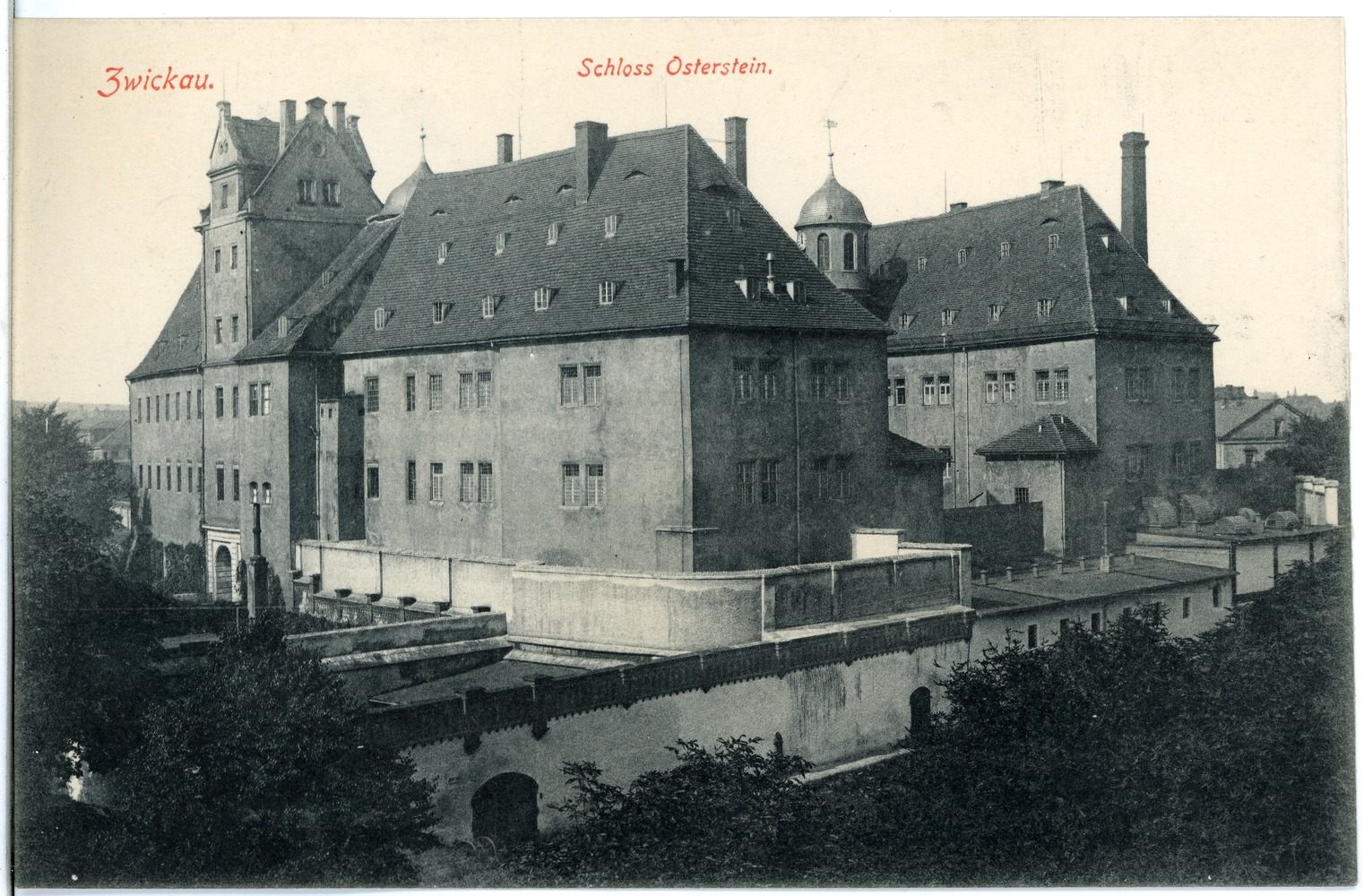
Schloss Osterstein als Strafanstalt (1915)

Gegen Ende des 18. Jahrhunderts wurde das Schloss durch Umbauten zu einer Strafanstalt umfunktioniert (1770–1775), das spätere Zuchthaus Zwickau, das mit Unterbrechungen noch bis nach dem Zweiten Weltkrieg genutzt wurde. Von 1860 bis 1864 erfolgte ein weiterer Bau eines Zellenhauses in Kreuzform.
Hier saßen zahlreiche prominente Häftlinge ein, darunter Karl May, August Bebel, Rosa Luxemburg und Martin Hoop. In der NS-Zeit war es ab März 1933 kurzzeitig ein sogenanntes Schutzhaftlager (Konzentrationslager), bevor es von 1934 bis 1945 als Zuchthaus benutzt wurde.
In der DDR-Zeit wurden hier u. a. erneut auch wieder Andersdenkende inhaftiert. Am 31. Dezember 1962 endete nach 187 Jahren die „Tradition“ des Schlosses als Strafanstalt.
Fortan beherbergte es u. a. in einem später eingefügten Zwischenflügel am Dr.-Friedrichs-Ring eine Waschanstalt. Das ehemalige Zeug- und das Zellenhaus diente als Archiv eines Steinkohlenunternehmens sowie als Magazin für unterschiedlichste Betriebe der Stadt. Teile der Anlage wurden abgerissen.
Das Areal wurde als Burgstall am 12. Juni 1980 als Bodendenkmal eingetragen. Ab den 1980er Jahren verfiel das Schloss zusehends. In der Zeit von 1990 bis nach 2000 scheiterten neue Nutzungskonzepte und Restaurierungsvorhaben immer wieder. Die Gebäude verkamen immer mehr und wurden zum Schandfleck der nordöstlichen Innenstadt. Danach mussten Notsicherungsmaßnahmen durchgeführt werden. Mitte der 1990er Jahre wurde der Zellenhauskomplex abgerissen.

## Gegenwart und heutige Nutzung

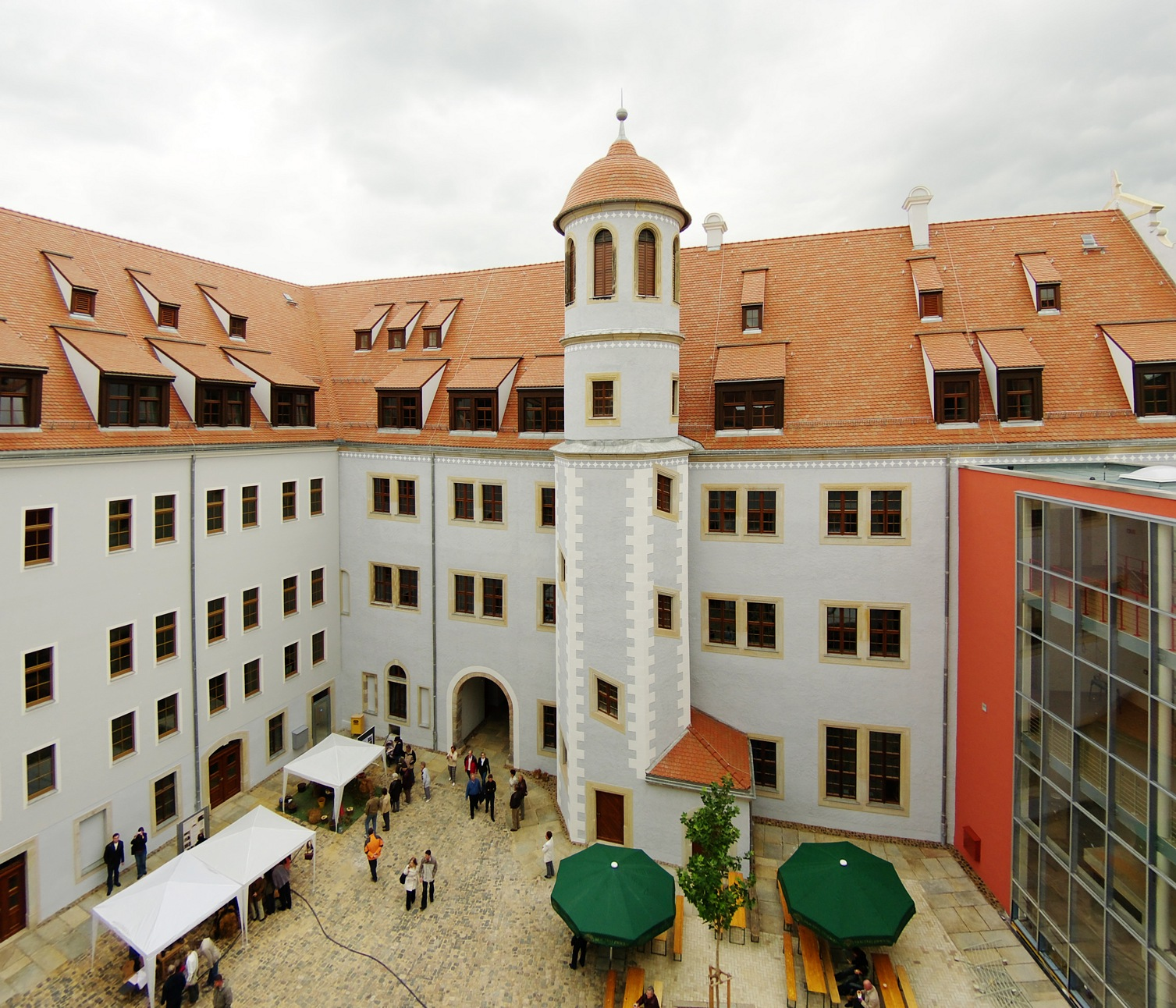
Blick in den Schlosshof (2008)

Gegen Ende 2000 formierte sich mit städtischer Unterstützung der Förderverein Schloss Osterstein, um mit einer Spendenaktion ab 2004 die Rettung des Komplexes zu unterstützen. Weitere Notmaßnahmen vom Winter 2000 bis zum Sommer 2001 z. B. einer Notabdeckung der Dächer und Einbau einer Stahlhilfskonstruktion für den Renaissancedachstuhl des Südflügels retteten das Gebäude vor dem völligen Zerfall. Damit konnte die restliche historische Bausubstanz vor dem Abriss gerettet werden.
Die finanzielle Absicherung des Vorhabens wurde schließlich auch durch die Bereitstellung hälftiger öffentlicher Bundes- und Landesmittel für den Denkmalschutz und hälftiger Beteiligung eines Großinvestors erreicht. Fünf Jahre nach Baugenehmigung erfolgte am 3. November 2006 die Grundsteinlegung zur Restaurierung und zum Wiederaufbau des Schlosses. Die Arbeiten übernahmen Bau- und Handwerksbetriebe aus der Region, um den Gebäudekomplex in eine soziale Einrichtung umzubauen. Seitdem bietet das Schloss Appartements für das betreute Wohnen. Später sollten Teile des Schlosses, wie zum Beispiel die original erhaltenen Kreuzganggewölbe, gastronomisch und museal genutzt werden. (Zum 8. Oktober 2016 wurde im Kreuzganggewölbe die Mauritius Schloss Schenke eröffnet.) Am 9. September 2007 fand das Richtfest statt. Knapp ein Jahr später am 7. November 2008 konnte die Schlüsselübergabe an die Betreibergesellschaft Senioren- und Seniorenpflegeheim gemeinnützige GmbH Zwickau erfolgen. Die ersten Bewohner zogen bereits am 11. November 2008 ein.

## DieGroße Hofstube
Die „Große Hofstube“ des Schlosses Osterstein gehört heute, auch dank der Sanierung des Schlosses, zu den besterhaltenen Hofstuben (auch Dürnitz genannt) der Renaissance in Sachsen. Lange Zeit wurde sie nur als Wirtschaftsraum genutzt und durch vielfältige Einbauten gestört. Nach der Sanierung wurde sie unter Denkmalschutz-Gesichtspunkten wiederhergestellt. Mit einer Grundfläche von etwa 175 m2 stellt sie den größten noch original erhaltenen Raum des 16. Jahrhunderts im Schloss Osterstein dar. Schriftliche Quellen berichten, dass hier an 20 Tischen gleichzeitig gespeist wurde. Die „Große Hofstube“ ist von ihrer Baubeschreibung her eine zweischiffig-dreijochige Gewölbehalle, deren Erscheinungsbild die beiden kräftigen toskanischen Säulen aus Cainsdorfer Sandstein besonders prägen.